# Bulgheria-hegység
A Bulgheria-hegység Olaszország Campania régiójának déli részén található, a Policastrói-öböl partján, a Cilento és Vallo di Diano Nemzeti Park területén. A hegységet elsősorban mészkőrétegek építik fel, valamint közbeékelődő agyagos rétegek. Az alsó kréta korban emelkedett ki. Az 1225 m magas hegytömb oldalát számos völgy tagolja, melyeket állandó és időszakos vízfolyások hoztak létre. Nevét a longobárdok által betelepített bolgárok után kapta.

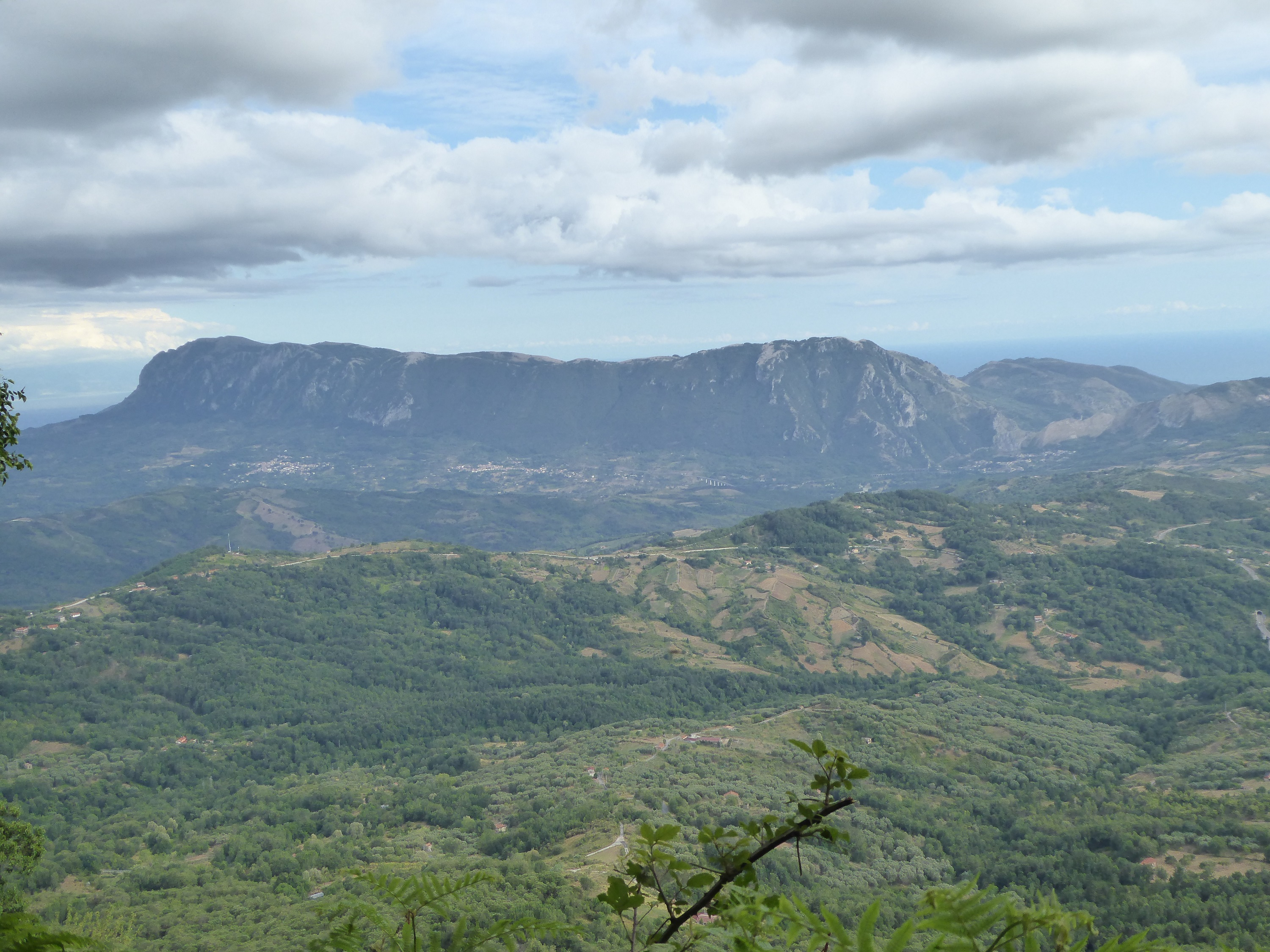
A Bulgheria-hegység